# 谭文华
谭文华（1956年—），辽宁锦县人，汉族，中华人民共和国政治人物、全国人民代表大会辽宁地区代表。
毕业于中国共产党中央党校经济管理专业，加入中国共产党，担任阳光能源等七家公司董事长。2008年起担任全国人大代表。2013年，被选为全国人大代表。2016年因涉嫌贿选被认定当选无效。